# Бийский городской драматический театр

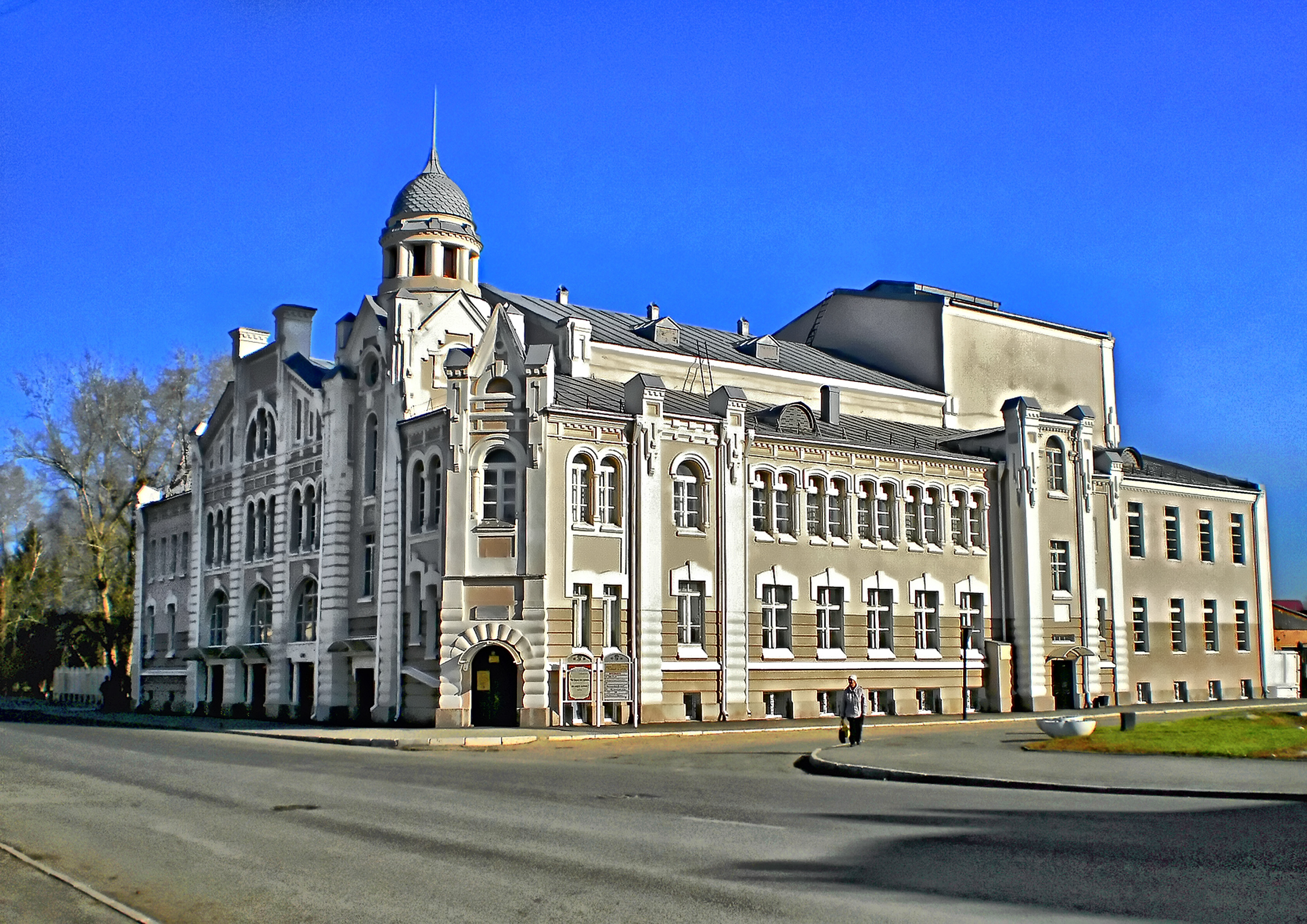
Бийский городской драматический театр

Бийский городской драматический театр — театр в Бийске, Алтайский край, Россия.

## История
Первая труппа основана в 1887 году политическим ссыльным Леонидом Петровичем Ешиным в виде общества любителей драматического искусства. Под руководством Л.П. Ешина в зале Общественного собрания на профессиональной основе ставились спектакли по пьесам А.Грибоедова, Н.Гоголя, А.Островского. С 1918 по 1925 гг., несколько сезонов, театральную труппу возглавлял талантливый актер и режиссер Владимир Гарденин – ученик К. С. Станиславского. В 1920 году он становится главным режиссером Рабочее-Крестьянского театра и организатором гастрольной поездки по селам Алтайского края. В 1939 году театр получил современное наименование – Бийский городской театр. В годы Великой Отечественной войны многие артисты ушли добровольцами на фронт, другие же выступали в концертных бригадах. В это же время на сцене драмтеатра работал эвакуированный из Москвы театр имени Ленсовета во главе с художественным руководителем И. Шляпановым. Здесь работали артисты Щеглов, А. Плотников, народная артистка Вера Орлова и другие. В репертуаре военных лет присутствовали пьесы К. Симонова «Русские люди» и А. Островского — «Без вины виноватые». В начале 1943 года московская труппа уехала.
В 1950-е и 1960-е годы Бийский театр был на подъёме. В труппе играло более 40 человек, среди которых артисты Б. Терехов, М. Генералова, К. Кайгородцева, М. Хасман, 3. Гранко, И. Андросенко, Р. Ворошилов, С. Маргулис и другие. В 1960 году на базе Бийского драматического театра и Горно-Алтайского театра музыкальной комедии создан Краевой музыкально-драматический театр. Первый сезон оперетты был открыт спектаклем «Поцелуй Чаниты». В 1964 году театр оперетты был переведен в Барнаул (ныне он известен как Алтайский краевой государственный театр музыкальной комедии).
С 1964 года на бийской сцене продолжала выступать драматическая труппа. В 1970-е годы в театре работали режиссёры А. Титков, А. Клемантович, А. Геренбург, В. Петрашевич, В. Ванярха, а в труппу пришли талантливые актёры В. Шалагин, 3. Гранко, Ю. Колпаков, И. Круподерова, А. Елизаров, Г. Воронин, В. Акулов и другие. С 1980 года главным режиссёром театра стал М. Карнаухов, который обратился к творчеству В. Шукшина. В то время были поставлены спектакли «Степан Разин», «Энергичные люди», «До третьих петухов», «Калина красная» и другие.
С 1997 года по 2010 год директором театра работала Г. Н. Нечай, при которой был произведён капитальный ремонт и реконструкция здания по проекту архитекторов Е. Г. Тоскина, Н. Рагино и Я. Рагино. Проект был удостоен награды «Золотая капитель» на Сибирском смотре-конкурсе в области градостроительства, архитектуры, дизайна.

## Архитектура
Бийский драматический театр размещается в здании Народного дома, построенного в 1914 году по проекту архитектора И. Ф. Носовича на средства купца 2-й гильдии П. А. Копылова и его племянника — полковника А. П. Копылова. В 1917 году в здании открыли театральный зал. В башенке, украшающей здание театра, во время Гражданской войны скрывался большевик-подпольщик Галактион Малетин, который был пойман именно здесь колчаковцами 5 ноября 1919 году.
Сооружение является памятником архитектуры и истории культуры. Его архитектура эклектична, с использованием мотивов модерна и с готической стилизацией.
Здание Народного дома неоднократно ремонтировалось: в 1927 году (капитальный ремонт), в 1968 году (капитальный ремонт, надстроена сценическая коробка, уничтожены люкарны) и в 1984—1985 годах (капитальный ремонт, реконструкция интерьера).

## Репертуар
В репертуаре театра:
О. Уайльд «Как важно быть Эрнестом»,
И. Тургенев «Месяц в деревне»,
С. Лобозёров «Семейный портрет с посторонним»,
М. Цветаева «Конец Казановы»,
Х. Бергер «Летающие любовники»,
В. Сологуб «Беда от нежного сердца»,
А. Чехов «Позовите доктора»,
П. Кальдерон «Дама-невидимка»,
А. Дударев «Не покидай меня…»,
А. Цагарели «Ханума»,
а также 6 спектаклей для детей: «Аленький цветочек», «Щелкунчик», «Волшебный меч», «В гостях у Бабы-Яги», «Коза-дереза», «Хочу в Бразилию».